# مریم یوسفی
مریم یوسفی (زادهٔ ۳ مهر ۱۳۶۹ در ارومیه) بازیکن تیم ملی هندبال زنان ایران است.

## زندگی‌نامه
او از سال ۱۳۸۴ به ورزش هندبال پرداخت و از ۱۵ سالگی در تیم هما بازی کرد و به همراه این تیم به قهرمانی در لیگ دست یافت. او سپس به مدت ۲ سال به باشگاه نفت تهران پیوست. پس از آن در سال ۱۳۸۷ برای تیم دانشگاه آزاد و یکسال بعد، برای باشگاه پرسپولیس بازی کرد. مریم یوسفی در سال ۱۳۸۹ برای باشگاه مجید به میدان رفت و در سال ۱۳۹۰ مجدداً به پرسپولیس ملحق شد. او در سال‌های ۱۳۹۱ و ۱۳۹۲ به ترتیب برای بیمه رازی و ثامن الحجج تهران بازی کرد و از سال ۱۳۹۳ به باشگاه تأسیسات دریایی تهران پیوست و به مدت ۶ سال در این تیم ماند. او در آخرین حضورش در لیگ برتر در سال ۱۳۹۸ همراه با تیم تأسیسات دریایی تهران، به مقام سوم لیگ رسید. مریم یوسفی در خرداد ۱۳۹۹ با انتشار پستی در صفحه شخصی‌اش اعلام کرد که از دنیای حرفه‌ای کناره‌گیری کرده‌است. پس از آن اعلام شد که او به عنوان سرپرست نایب رئیسی هیئت هندبال استان تهران انتخاب شده‌است.
مریم یوسفی، در سال ۲۰۰۷ در اولین تیم ملی جوانان تاریخ هندبال ایران، در قزاقستان حضور داشت. در سال ۲۰۱۰ نخستین حضورش در رده بزرگسالان را در مسابقات قهرمانی آسیا در قزاقستان تجربه کرد و پس از آن، در مسابقات قهرمانی آسیا در سال‌های ۲۰۱۲ و ۲۰۱۵ اندونزی، ۲۰۱۷ کره جنوبی و در رقابت‌های قهرمانی جهان ۲۰۲۱ در اسپانیا به میدان رفت.

## حاشیه در رقابت‌های قهرمانی جهان
در آذر ۱۴۰۰، در جریان رقابت‌های قهرمانی جهان ۲۰۲۱ اسپانیا، مریم یوسفی به همراه لیلا عسگری مسئول حراست و علیرضا پاکدل، رئیس فدراسیون هندبال ایران در کنفرانس خبری بعد از بازی ایران و قزاقستان، حضور داشتند که بعد از سؤال رضا محدث خبرنگار شبکهٔ ایران اینترنشنال دربارهٔ نحوهٔ پوشش خبری این مسابقات در صدا و سیمای جمهوری اسلامی، مسئولان ایرانی مانع پاسخ مریم یوسفی شدند و از برگزار کنندهٔ کنفرانس خبری خواستند که این کنفرانس را پایان دهد.